# Spirit (Willie Nelson)
Spirit è il quarantaquattresimo album in studio del cantante di musica country statunitense Willie Nelson, pubblicato nel 1996.

## Tracce
1. Matador
2. She Is Gone
3. Your Memory Won't Die in My Grave
4. I'm Not Trying to Forget You
5. Too Sick to Pray
6. Mariachi
7. I'm Waiting Forever
8. We Don't Run
9. I Guess I've Come to Live Here in Your Eyes
10. It's a Dream Come True
11. I Thought About You, Lord
12. Spirit of E9
13. Matador